# CIM-10 Chapitre 15 : Grossesse, accouchement et post-partum
Cet article développe le chapitre XV de la classification internationale des maladies, CIM-10.

## (O00–O08) Grossesse se terminant par un avortement
- (O00) Grossesse extra-utérine
- (O01) Môle hydatiforme
- (O02) Autres produits  anormaux de la conception
- (O03) Fausse couche
- (O04) Avortement Médical
- (O05) Autres formes d'avortement
- (O06) Avortement, sans précision
- (O07) Échec d'une tentative d'avortement
- (O08) Complications à la suite d'un avortement et d'une grossesse extra-utérine et molaire

## (O10–O16) - Œdème, protéinurie et hypertension au cours de la grossesse, de l'accouchement et de la puerpéralité
- (O10) Hypertension artérielle préexistante, compliquant la grossesse, l'accouchement et le post-partum
- (O11) Syndrome hypertensif préexistant, avec protéinurie surajoutée
- (O12) Œdème et protéinurie gestationnels [liés à la grossesse] sans hypertensiongrossesse)
- (O13) Hypertension artérielle gravidique, sans protéinurie
- (O14) Hypertension artérielle gravidique avec protéinurie importante
  - (O14.1) Éclampsie
    - Syndrome HELLP
- (O15) Éclampsie
- (O16) Hypertension de la mère, sans précision

## (O20–O29) - Autre pathologie maternelle principalement liées à la grossesse
- (O20) Hémorragie en début de grossesse
- O21) Vomissement incoercibles au cours de la grossesse
  - (O21.0) Hyperemesis gravidarum
  - (O21.1) Hyperemesis gravidarum avec troubles métaboliques
  - (O21.2) Vomissement tardifs de la grossesse
  - (O21.8) Autres vomissement compliquant la grossesse 
  - (O21.9) Vomissement pendant la grossesse, sans précision

- O22) Complications veineuse de la grossesse
  - (O22.0) Varices des membres inférieurs au cours de la grossesse
  - (O22.1) Varices des organes génitaux au cours de la grossesse
  - (O22.2) Thrombose veineuse superficielle pendant la grossesse
  - (O22.3) Phlébothrombose profonde au cours de la grossesse
  - (O22.4) Hémorroïdes pendant la grossesse
  - (O22.5) Thrombose veineuse cérébrale pendant la grossesse
  - (O22.8) Autres complications veineuses pendant la grossesse
  - (O22.9) Complications veineuses dela grossesse, sans précision

- (O23) Infections du système génito-urinaire pendant la grossesse
- (O24) Diabète sucré pendant la grossesse
- (O25) Malnutrition pendant la grossesse

- (O26) Soins maternels pour d'autres affections liées principalement à la grossesse
  - (O26.0) Prise de poids excessive au cours de la grossesse
  - (O26.1) Faible prise de poids au cours de la grossesse
  - (O26.2) Soins au cours de la grossesse pour avortement à répétition
  - O26.3) Rétention d'un stérilet au cours d'une grossesse
  - (O26.4) Herpes gestationis
  - (O26.5) Syndrome d'hypotension maternel
  - (O26.6) Affections hépatiques au cours de la grossesse, de l'accouchement et de la puerpéralité
  - O26.7) Subluxation de la symphyse (pubienne) pendant la grossesse, la naissance et le post-partum
  - (O26.8) Autres affections précisées liées à la grossesse
  - (O26.9) Affection liée à la grossesse, sans précision

- (O28) Résultats anormaux constatés au cours de l'examen prénatal systématique de la mère
- O29) Complications d'une anesthésie au cours de la grossesse

## (O30–O48) - Soins maternels liés au fœtus et à la cavité amniotique, et problèmes possibles posés par l'accouchement
- (O30) Grossesse multiple
  - (O30.0) Jumeaux
  - (O30.1) Triplés
  - (O30.2) Quadruplés
  - (O30.8) Autres grossesses multiples
  - (O30.9)

Grossesse multiple, sans précision
- (O31) Complications spécifiques à une grossesse multiple
- (O32) Soins maternels pour présentation anormale connue ou présumée du fœtus
- O33) Soins maternels pour une disproportion  fœto-pelvienne connue ou présumée
  - (O33.0) Soins maternels pour une disproportion fœto-pelvienne ou cephalo-pelvienne due à une malformation du bassin de la mère
  - (O33.1) Soins maternels pour une disproportion fœto-pelvienne due à un bassin maternel généralement rétréci
  - (O33.2) Soins maternels pour une disproportion fœto-pelvienne due à un rétrécissement du détroit supérieur du bassin maternel
  - (O33.3) Soins maternels pour une Disproportion fœto-pelvienne due à un rétrécissement du détroit inférieur
  - (O33.4) Soins maternels pour une disproportion d'origine mixte, maternelle et fœtale
  - (O33.5) Soins maternels pour une disproportion due à un fœtus anormalement gros
  - (O33.6) Soins maternels pour une disproportion due à un fœtus hydrocéphale
  - (O33.7) Soins maternels pour une  disproportion due à d'autres anomalies du fœtus
    - Jumeaux siamois

  - (O33.8) Soins maternels pour disproportion d'autres origines
  - (O33.9)  disproportion, sans précision
    - Disproportion fœto-pelvienne

- (O34) Soins maternels pour anomalie connue ou présumée des organes pelviens
- (O35) Soins maternels pour anomalie et lésion fœtales, connues ou présumées
- (O36) Soins maternels pour d'autres affections connues ou présumées du fœtus
- (O40) Hydramnios
- (O41) Autres anomalies du liquide amniotique et des membranes
  - (O41.0) Oligoamnios
  - (O41.1) Infection du sac amniotique et des membranes
  - (O41.8) Autres anomalies précisées du liquide amniotique et des membranes
  - (O41.9) Anomalie du liquide amniotique et des membranes, sans précision

- (O42) Rupture prématurée des membranes
- (O43) Anomalies du placenta
  - (O43.0) Syndromes de transfusion placentaire
  - O43.1) Malformation du placenta
  - (O43.8) Autres anomalies du placenta
  - (O43.9) Anomalie du placenta, sans précision

- (O44) Placenta praevia
- (O45) Décollement prématuré du placenta [hématome rétro-placentaire]
- (O46) Hémorragie précédant l'accouchement, non classée ailleurs
- (O47) Faux travail
- O48) Grossesse prolongée

## (O60–O75) - Complications du travail et de l'accouchement
- (O60) Enfant prématuré
- (O61) Echec du déclenchement du travail
- O62) Anomalies de la contraction utérine et de la dilatation du col
- O63) Travail prolongé
- (O64) Dystocie due à une position et une présentation anormales du fœtus
- (O65) Dystocie due à une anomalie pelvienne de la mère
- (O66) Autres dystocies
  - (O66.0) Travail contraint due à une dystocie des épaules
  - (O66.1) Travail contraint due à des jumeaux bloqués

- (O67) Travail et accouchement compliqués d'une hémorragie, non classée ailleurs
- (O68) Travail et accouchement compliqués d'une souffrance fœtale
- (O69) Travail et accouchement compliqué à cause de complications du Cordon ombilical 
  - (O69.0) Travail et accouchement compliqué à cause d'une procidence du cordon
  - (O69.1) Travail et accouchement compliqués d'une circulaire du cordon, avec compression
  - (O69.2) Travail et accouchement compliqués d'une autre forme d'enchevêtrement du cordon
  - (O69.3) Travail et accouchement compliqués d'une brièveté du cordon
  - (O69.4) Travail et accouchement compliqués par une insertion vélamenteuse du cordon
  - (O69.5) Travail et accouchement compliqués de lésions vasculaires du cordon
  - (O69.8) Travail et accouchement compliqués d'autres anomalies du cordon ombilical
  - (O69.9) Travail et accouchement compliqués d'une anomalie du cordon ombilical, sans précision

- (O70) Déchirure obstétricale du périnée
- (O71) Autres traumatismes obstétricaux
  - (O71.0) Rupture utérine avant le début du travail
  - (O71.1) Rupture utérine pendant le travail
  - (O71.2) Inversion post-partum de l'utérus 
  - (O71.3) Déchirure obstétricale du col de l'utérus
  - (O71.4) Déchirure obstétricale vaginale haute isolée
  - (O71.5) Autres lésions obstétricales des organes pelviens
  - (O71.6) Lésions obstétricales intéressant les articulations et les ligaments pelviens
  - (O71.7) Hématome pelvien d'origine obstétricale
  - (O71.8) Autres traumatismes obstétricaux précisés
  - (O71.9) Traumatisme obstétrical, sans précision
- (O72) Hémorragie de la délivrance
- (O73) Rétention placentaire et des membranes, sans hémorragie
  - (O73.0) Rétention placentaire sans hémorragie 
  - (O73.1) Rétention partielle du placenta et des membranes, sans hémorragie

- (O74) Complications de l'anesthésie au cours du travail et de l'accouchement
- (O75) Autres complications du travail et de l'accouchement, non classées ailleurs

## (O80–O84) - Accouchement
- (O80) Accouchement unique et spontané
  - (O80.1) Accouchement spontané par présentation du siège
- (O81) Accouchement unique par forceps et ventouse
  - (O81.4) Accouchement par extraction pneumatique
- (O82) Accouchement unique par césarienne
- (O83) Autres accouchements uniques avec assistance
- (O84) Accouchements multiples

## (O85–O92) - Complications principalement liées à la naissance, post-partum
- (O85) Fièvre puerpérale
- (O86) Autres infections puerpérale
- (O87) Complications veineuses au cours de la puerpéralité
- O88) Embolie obstétricale
  - (O88.0) Embolie gazeuse obstétricale
  - (O88.1) Embolie amniotique
  - (O88.2) Embolie obstétricale par caillot sanguin
  - (O88.3) Embolie pyohémique et septique, obstétricale
  - (O88.8) Autres embolies obstétriques
    - Embolie graisseuse obstétricale
- (O89) Complications de l'anesthésie au cours de la puerpéralité
- (O90) Complications puerpérales, non classées ailleurs
  - (O90.0) Rupture d'une suture de césarienne
  - (O90.1) Rupture d'une suture obstétricale du périnée
  - (O90.2) Hématome d'une plaie obstétricale
  - (O90.3) Cardiomyopathie du peripartum
  - (O90.4) Insuffisance rénale aiguë du post-partum
  - (O90.5) Thyroïdite post-partum
  - (O90.8) Autres complications puerpérales, non classées ailleurs
  - (O90.9) Complication puerpérale, sans précision

- (O91) Infections mammaires associées à l'accouchement
- (O92) Autres mastopathies et anomalies de la lactation associées à l'accouchement
  - (O92.0) Invagination du mamelon associée à l'accouchement
  - (O92.1) Crevasses du mamelon associées à l'accouchement
  - (O92.2) Mastopathies associées à l'accouchement, autres et sans précision
  - (O92.3) Agalactie
  - (O92.4) Hypogalactie
  - (O92.5) Suppression de la lactation
  - (O92.6) Galactorrhée
  - (O92.7) Anomalies de la lactation, autres et sans précision

## (O95–O99) - Autres conditions obstétricales, non classés ailleurs
- (O94) Séquelles de complications de la grossesse, de l'accouchement et de la puerpéralité
- (O95) Mort maternelle d'origine obstétricale de cause non précisée
- (O96) Mort maternelle  d'origine obstétricale, survenant plus de 42 jours mais moins d'un an après l'accouchement
- (O97) Mort de séquelles relevant directement d'une cause obstétricale
- (O98) Maladies infectieuses et parasitaires de la mère classées ailleurs mais compliquant la grossesse, l'accouchement et la puerpéralité
- (O99) Autres maladies maternelles classables ailleurs mais compliquant la grossesse, l'accouchement et la puerpéralité
  - O99.0) Anémie compliquant la grossesse, l'accouchement et la puerpéralité
  - (O99.1) Autres maladies du sang et des organes hématopoïétiques et certaines anomalies du système immunitaire compliquant la grossesse, l'accouchement et la puerpéralité
  - (O99.2) Maladies endocriniennes, nutritionnelles et métaboliques compliquant la grossesse, l'accouchement et la puerpéralité
  - (O99.3) Troubles mentaux et maladies du système nerveux compliquant la grossesse, l'accouchement et la puerpéralité
  - (O99.4) Maladies de l'appareil circulatoire compliquant la grossesse, l'accouchement et la puerpéralité
  - (O99.5) Maladies de l'appareil respiratoire compliquant la grossesse, l'accouchement et la puerpéralité
  - (O99.6) Maladies de l'appareil digestif compliquant la grossesse, l'accouchement et la puerpéralité
  - (O99.7) Maladies de la peau et du tissu cellulaire sous-cutané compliquant la grossesse, l'accouchement et la puerpéralité
  - (O99.8) Autres maladies et affections précisées compliquant la grossesse, l'accouchement et la puerpéralité